# Михаил Бакуњин
Михаил Александрович Бакуњин (рус. Михаил Александрович Бакунин; Прјамухино, 30. мај 1814 — Берн, 1. јул 1876) је био руски револуционар, анархиста, политички ангажован писац, савременик Карла Маркса. Он спада међу прве анархистичке филозофе и често се сматра „оцем модерног анархизма“. Бакуњинов престиж као револуционара такође га је учинио једним од најпознатијих идеолога у Европи, стекавши значајан утицај међу радикалима широм Русије и Европе.
Бакуњин је одрастао у Прјамукину, породичном имању у Тверској губернији. Од 1840. студирао је у Москви, затим у Берлину у нади да ће уписати академију. Касније у Паризу упознаје Карла Маркса и Пјер-Жозефа Прудона, који су дубоко утицали на њега. Бакуњинов све већи радикализам прекинуо је наде у професорску каријеру. Протеран је из Француске јер се противио окупацији Пољске од стране Руског царства. Након учешћа у Прашком и Дрезденском устанку 1848. и 1849. године, Бакуњин је затваран, осуђен на смрт и више пута изручен. Коначно прогнан у Сибир 1857. године, побегао је преко Јапана у Сједињене Државе, а затим у Лондон, где је радио са Александром Херценом у часопису Колокол (Звоно). Године 1863. Бакуњин је отишао да се придружи устанку у Пољској, али није успео да је стигне и уместо тога је провео време у Швајцарској и Италији.
Године 1868, Бакуњин се придружио Међународном удружењу радника, што је довело до брзог пораста утицаја анархистичке фракције. Хашким конгресом 1872. доминирала је борба између Бакуњина и Маркса, који је био кључна фигура у Генералном савету Интернационале и који се залагао за коришћење државе за успостављање социјализма. Насупрот томе, Бакуњин и анархистичка фракција су се залагали за замену државе федерацијама самоуправних радних места и комуна. Бакуњин није могао да стигне до Холандије, а анархистичка фракција је изгубила дебату у његовом одсуству. Бакуњин је избачен из Интернационале због одржавања, по Марксовом мишљењу, тајне организације у оквиру Интернационале, и основао је Антиауторитарну интернационалу 1872. Од 1870. до своје смрти 1876. Бакуњин је писао своја дужа дела као што су Државност и анархија и Бог и држава, али је наставио да директно учествује у европском радничком и сељачком покрету. Године 1870. учествовао је у побуни у Лиону у Француској. Бакуњин је покушао да учествује у анархистичкој побуни у Болоњи, у Италији, али га је погоршање здравља приморало да се прерушен у Швајцарску врати.
Бакуњин је упамћен као главна личност у историји анархизма, противник марксизма, посебно диктатуре пролетаријата; и за његова предвиђања да ће марксистички режими бити једнопартијске диктатуре које владају над пролетаријатом, а не пролетаријат. Његова књига Бог и држава је много пута превођена и остаје у штампи. Бакуњин је имао значајан утицај на мислиоце као што су Петар Кропоткин, Ерико Малатеста, Херберт Маркузе, Е. П. Томпсон, Нил Постман и А. С. Нил, као и на синдикалистичке организације као што је ИРС, анархисте у Шпанском грађанском рату и савремене анархисте укључене у савремени антиглобални покрет.

## Младост
Бакуњин је рођен 30. маја 1814. у аристократској породоци у селу Прјамухино, у Тверској области, северозападно од Москве. У четрнаестој години је отишао у Санкт Петербург где је уписао војну академију за артиљерце. Године 1832. је пребачен у Руску краљевску гарду и послат у Литванију. Живећи у царској Русији, Бакуњин је брзо развио снажну мржњу према неправди. 1835. у 22. години живота, напустио је војску јер су му сметале репресивне методе примењиване на локалном становништву, и почео да се креће у демократским круговима. Постао је јако критичан према феудализму који је тада био званично друштвено уређење Русије.
Након напуштања војске био је прво у Москви, а затим у Санкт Петербургу преводећи на руски дела аутора као што су Фихте и Хегел. 1842. је отпутовао у Немачку како би тамо проучавао Хегела, где се упознао са водећим младим социјалистима Немачке.

## Одлазак у Париз
Када се преселио у Париз упознао је Жозефа Прудона, Карла Маркса, Жорж Санд и главне представнике пољске емиграције. У том стадијуму већ је формулисао теорију која је видела слободу како се постиже општим устанком, повезаним са националним револуцијама, а поготово ослобођењем свих словенских народа. Његово страсно пропагирање демократије и антиколонијализма учинило га је „јавним непријатељем бр. 1“ у већини европских монархија. 1848. био је прогнан из Француске због говора у којем је подржавао независност Пољске. Из Париза је отишао у Швајцарску где се остао да живи неко време, и био активан у друштвеним догађањима. Његова страст за слободом и једнакошћу и његове осуде привилегија и неправде учиниле су га изузетно привлачним за радикални покрет тог времена.
Следеће године Бакуњин је похитао у Дрезден где је одиграо водећу улогу у Мајском устанку. То је довело до његовог хапшења и изрицања смртне казне. Аустроугарска монархија га је такође желела, па је изручен и поново осуђен на смрт. Али пре него што је смртна казна извршена, Русија је затражила његово изручење и следећих шест година провео је утамничен без суђења у Петропавловској тврђави. Када је пуштен из затвора прогнан је у Сибир.

## Бекство из Сибира
1861. извео је спектакуларно бекство и вратио се у Европу преко Јапана, САД (Сан Франциско) и кроз Панамски канал. Следеће три године посветио се борби за пољску независност. Затим је почео да поновно пропитује своје идеје. Да ли би национална независност, сама по себи, довела да слободе за радни народ? Ово питање га је удаљило од национализма и усмерило ка анархизму.

## Прва Интернационала
1868. се придружио Међународном радничком удружењу (познатом и као Прва интернационала), федерацији радикалних и синдикалних организација са секцијама у већини европских земаља. Врло брзо његове идеје су се развиле и постао је познати поборник анархизма. Иако се слагао са добрим делом Марксове економске теорије, одбијао је његову ауторитарну политику и настала је велика подела у Интернационали између анархиста и марксиста.
Док је Маркс веровао да се социјализам може изградити преузимајући државу, Бакуњин тражио њено уништење и стварање новог друштва заснованог на слободном удруживању слободних радника. Ово је ускоро постала званична политика Интернационале у Италији и Шпанији, а њена популарност је расла и у Швајцарској, Белгији и Француској.
Комитет сачињен да би се испитале оптужбе прогласио је Бакуњина кривим и већинским гласањем избацио га из Интернационале. Швајцарска секција је сазвала следећи конгрес и тамо су оптужбе проглашене лажним. Међународна конференција је Бакуњина ослободила оптужбе и наставила са прихватањем анархистичке позиције одбијања било какве мањинске власти. Поражени Маркс и његови следбеници преселили су Генералну скупштину интернационале у Њујорк где је она избледела до безначајности. Идеје које је развио Бакуњин у последњој деценији свог живота начиниле су основу модерног анархистичког покрета.

## Бакуњиново наслеђе
Исцрпљен целоживотном борбом, Бакуњин је умро у Швајцарској 1. јула 1876. Његово наслеђе је огромно. Иако је писао манифесте, чланке и књиге он никада није завршио ниједно крупније дело. Како је првенствено био човек од акције, он би их прекидао, често буквално усред реченице, да би одиграо своју улогу у борбама, штрајковима и побунама. Оно што је оставио у наслеђе је збирка фрагмената. Чак и такви, његови списи су пуни увида који су релевантни данас као што су били у његово време.
Бакуњин је говорио да је влада средство помоћу којег мањина влада већином. Уколико „политичка моћ“ значи концентрацију ауторитета у рукама неколицине, проглашавао је, она мора бити укинута. Уместо ње мора се десити „социјална револуција“, која ће се супротставити постојећим односима међу људима и предати власт у руке масама кроз њихову сопствену федерацију добровољних организација.
Неопходно је потпуно и принципијелно и у пракси укинути све што се може назвати политичка моћ, јер док има политичке моћи увек ће бити владара и оних којима се влада, господара и робова, експлоататора и експлоатисаних.— Михаил Бакуњин
Иако је схватао да идеје и интелектуалци имају важну улогу у револуцији, улогу образовања и артикулације народних потреба и жеља, он је изрекао опомену. Упозорио их је да не покушају да узму власт у своје руке и створе „диктатуру пролетаријата“. Мисао да мала група људи, без обзира колико добронамерна, може да изврши државни удар за добробит већине била је за њега „јерес против здравог разума“. Давно пре Руске револуције упозоравао је да би нова класа интелектуалаца и полу-интелектуалаца могла покушати да седне у фотеље шефова и власника, и лиши радни народ његове слободе.
Он је 1873. прорекао да ће под марксистичком „диктатуром пролетаријата“ партијске вође „узети узда власти у чврсте руке“ и „поделити масе у две велике војске- индустријску и пољопривредну- под директном командом државних инжињера који ће сачињавати нову привилеговану научну и политичку класу“.